# Tatrang (település)
Tatrang (románul Tărlungeni) Románia, azon belül Brassó megye egyik községe. Az ún. barcasági csángók, azon belül a hétfalusi csángók egyik legnagyobb települése Négyfalu mellett.
2002-ben összesen 7399 lakosa volt, ebből román 4061, magyar 2538, cigány 790, ukrán 2, német 6, török 1, zsidó 1.
A község polgármestere Kiss József (RMDSZ), annak ellenére, hogy a magyarság számbeli kisebbségben van.

## Története
1427-ben Tatrang néven említik először. Középkori katolikus lakossága a reformáció idején lutheránus vallású lett.
1910-ben 3556 lakosa volt, ebből 2157 magyar, 1243 román, 140 cigány és 16 német.
A trianoni békeszerződésig Brassó vármegye Hétfalusi járásához tartozott.
A hétfalusi csángók („barcasági magyarok”), Siebendörfer vagy Șapte Sate-i csángók a XI. századi magyar-besenyő határőrök maradékai, akik a Barcaság délkeleti szegletében, Brassó közelében Bácsfalu, Türkös, Csernátfalu, Hosszúfalu (ma: Szecsele), Brassótól távolabb Tatrang, Zajzon és Pürkerec önálló településein laknak. E területeken ők lakják Apáca, Krizba, Barcaújfalu, Halmágy és Székelyzsombor falvakat is. Az eredetileg gyér határőr-lakosság a kora Árpád-korban a Dél-Erdélyben lakó székelyekkel gyarapodott és mai településeik a XIII. században alakultak ki. Az oklevelek csak "székelyeknek" nevezik őket. A szabad jogállású Hétfalu eredetileg királyi birtok volt, amely lakosságának egy részét a környékükre betelepített szászok jobbágysorba süllyesztettek. Mivel kevés termőföldjük maradt, a szomszédos szász községekben vállaltak munkát és fakitermeléssel foglalkoztak. A múlt század második felében a jobb megélhetés reményében sokuk a Regátba vándorolt ki, ahol a '30-as évekig a városi személyfuvarozást nagyrészt ők látták el.

## Híres tatrangiak
- Fóris István romániai magyar kommunista politikus, újságíró.
- Itt tanított Kittenberger Kálmán Afrika-kutató, zoológus, vadászíró.
- Itt született Mezei Sándor (1919. január 17.) agrármérnök, mezőgazdasági szakíró, iskolaszervező pedagógus.
- Itt született Tompa István (1924. február 9.) közgazdász, politikus és író.